# عبدالحسین سالارالملک گروسی
عبدالحسین خان سالار الملک گروسی پسر دوم و کوچکتر امیرنظام گروسی بود که به حکومت کردستان، کرمانشاهان، بیجار گروس و ولایات ثلاث (ملایر، تویسرکان، نهاوند) رسید  و در زمان محمدعلی شاه قاجار رئیس نظمیه بود.
در دوره دوم مجلس شورای ملی از گروس به نمایندگی انتخاب شد اما ورود او به مجلس مدتها طول کشید چون هنگام انتخابات با درجه سرتیپی فرمانده فوج (هنگ) گروس بوده و بنابراین انتخاب او خلاف قانون انتخابات بوده است. سالارالملک در کمیسیون مربوطه در مجلس حاضر شد و توضیح داد که فوج گروس تنها به صورت اسمی زیر فرماندهی او بوده و عملاً سرتیپ دیگری آن را فرماندهی می کند. وزارت جنگ هم تأیید کرد که او دو سال گذشته را در تهران بوده و تیپ گروس را شخص دیگری فرماندهی می کرده است. با این حال، کمیسیون رسیدگی کننده به اعتبارنامه سالارالملک رأی مخالف داد، هرچند هنگامی که در چهارم اردیبهشت ۱۲۹۰ خورشیدی اعتبارنامه در مجلس مطرح شد، اکثر نمایندگان به آن رأی دادند و سالارالملک به مجلس راه یافت. 